# Untitled Goose Game
Untitled Goose Game je nezávislá logická stealth hra z roku 2019, kterou vyvinulo studio House House a vydala společnost Panic Inc. Hráč ve hře ovládá husu, která obtěžuje obyvatele anglické vesnice. K plnění cílů musí hráč využívat schopnosti husy k manipulaci s předměty a NPC postavami. Hra byla vydána pro macOS, Nintendo Switch a Windows 20. září 2019 a pro PlayStation 4 a Xbox One 17. prosince 2019.
Nápad na hru Untitled Goose Game vznikl z ilustrační fotografie husy, kterou zaměstnanec studia House House sdílel v interní komunikaci. Studio, inspirováno hrou Super Mario 64 a sérií Hitman, se zaměřilo na kombinaci stealth mechaniky s absencí násilí, aby vytvořilo humorné herní scénáře. Neobvyklý název hry vznikl na základě rozhodnutí na poslední chvíli před její prezentací na herním festivalu. Hudba, kterou složil skladatel Dan Golding, využívá krátké ukázky ze šesti Debussyho Preludií. Byla popsána jako „reaktivní hudba“, protože se ukázky se přehrávají po určitých akcích.
Hra získala pozitivní recenze a kritici chválili její hratelnost a humor. Získala mimo jiné cenu DICE za hru roku a cenu Game Developers Choice za hru roku. Dan Golding byl za hudbu nominován na cenu ARIA. Do konce roku 2019 se hry Untitled Goose Game prodalo více než milion kopií.

## Hratelnost
Hra se odehrává v poklidné anglické vesnici, ve které hráč ovládá husu, která může kejhat, skrčit se, běhat, mávat křídly a uchopovat zobákem předměty a obtěžovat tak vesničany. Vesnice je rozdělena do několika oblastí, z nichž každá obsahuje seznam úkolů, jako je krádež určitých předmětů nebo lstivé přimění lidí k plnění konkrétních úkolů. Po splnění dostatečného množství těchto úkolů se husa může přesunout do další oblasti.
Po dokončení čtyř oblastí vstoupí husa do miniaturního modelu vesnice. Tam ukradne zlatý zvonek a utíká zpět přes předchozí oblasti, zatímco se ji vesničané snaží zastavit. Na konci husa odhodí zvonek do příkopu, kde už leží několik dalších ukradených zvonků.
Existuje několik skrytých volitelných cílů, z nichž mnohé vyžadují projít více oblastmi nebo dokončit oblast v časovém limitu. Splnění všech volitelných cílů odmění hráče korunou, kterou může husa nosit. Později přidaná možnost kooperativního multiplayeru umožňuje druhému hráči ovládat druhou husu, přičemž obě husy se snaží dosáhnout cílů společně.

## Vývoj

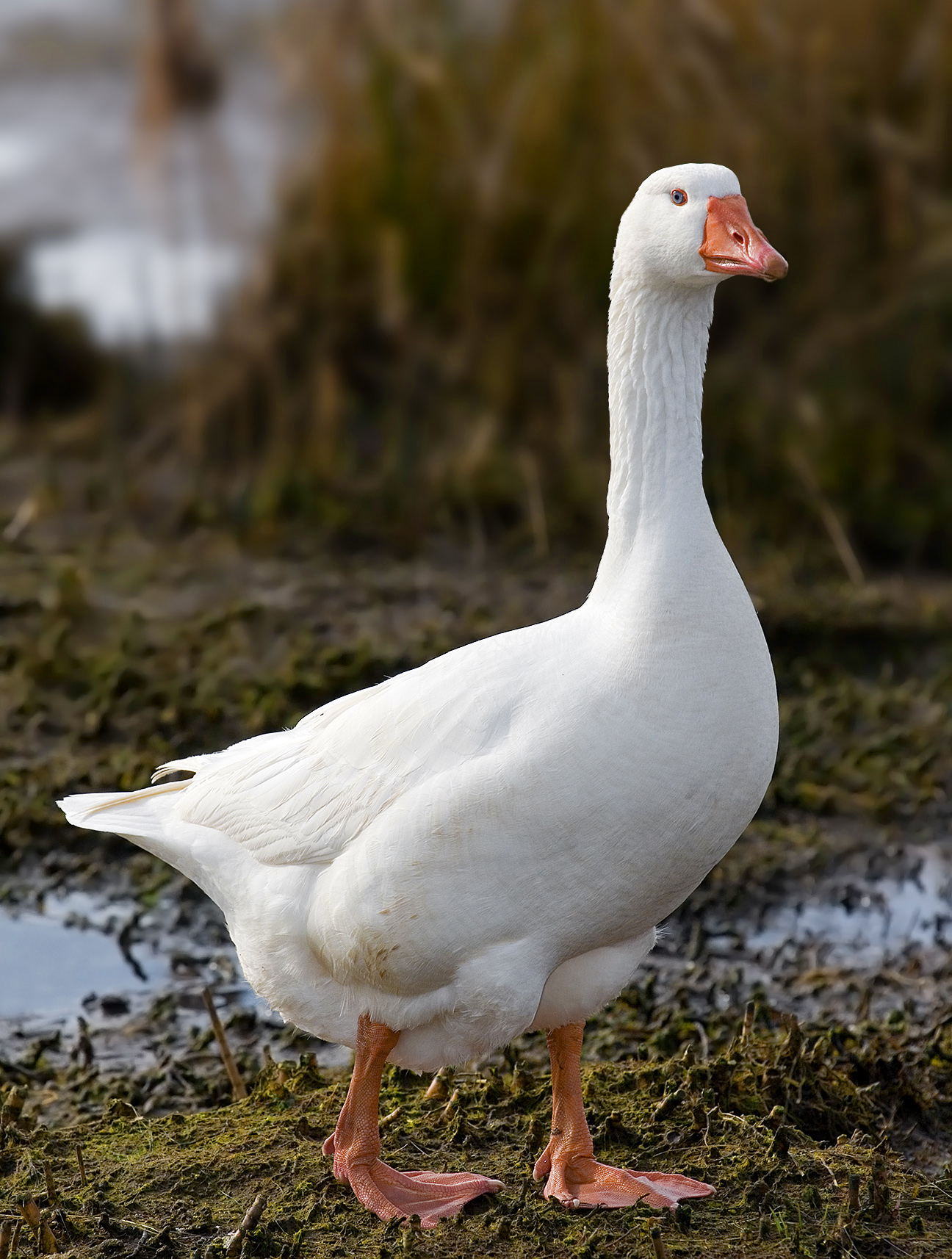
Husa domácí jako ta, která se objevuje ve hře Untitled Goose Game

Hru Untitled Goose Game vyvinulo čtyřčlenné nezávislé studio House House se sídlem v australském Melbourne. Nápad na hru vznikl z fotografie husy, kterou zaměstnanec sdílel v interní komunikaci studia. Tým si později uvědomil, že hra s husou jako hlavní postavou má velký potenciál. Studio uvedlo jako počáteční inspiraci pro pohyb husy hru Super Mario 64, ve které hráč ovládal postavu, která mohla pobíhat ve 3D prostředí. Jejich předchozí hra, Push Me Pull You, měla 2D grafiku s jednolitými barvami. Podobnou estetiku použili i v této hře, když se rozhodli použít low poly sítě, jednolité barvy a netexturované 3D modely.
Hratelná postava husy byla původně jen obrázkem a myšlenka byla, že na ni budou reagovat nehráčské postavy. Vývojáři implementovali systém, kde by NPC postavy po přesunutí předmětu uklidili jeho okolí. Po omezení zorného pole NPC postav se hratelnost spíše zaměřila na stealth mechaniku. Místo toho, aby husa páchající neplechu zůstala skrytá, jak je tomu ve většině stealth her, bylo cílem, aby přilákala pozornost NPC postav a nenechala se chytit. House House vytvořilo strukturu pomocí misí se specifickými cíli, podobnou struktuře misí v sérii Hitman. Člen studia House House Jake Strasser uvedl: „Hra má zápletku i pointu. Odstraněním násilí jsme nechali situace existovat jen jako vtip.“ Tým se rozhodl pro anglickou vesnici jako prostředí hry, protože její „slušnost“ byla podle vývojáře Nica Disseldorpa vnímána jako „protiklad husy samotné“. Vývojář Michael McMaster také uvedl, že „hlavní vliv na hru měly dětské televizní pořady z Velké Británie... Pošťák Pat, Hasič Sam, Brum atd. Odtud pravděpodobně pochází pocit ‚pohádkové knížky‘.“
Když byla hra přijata do sekce Fantastic Arcade v rámci festivalu Fantastic Fest v Texasu, vývojáři ji ještě nepojmenovali a bez dalších nápadů použili název herního videa, které vydavatel použil pro přihlášku: Untitled Goose Game. Hra se u fanoušků uchytila poté, co ji vývojáři začali propagovat na sociálních sítích. Jediný další název, který vývojáři vymysleli, byl Some Like it Honk, ale nikdy ho vážně nezvažovali.
Hra Untitled Goose Game byla vydána společností Panic Inc. pro macOS, Nintendo Switch a Windows 20. září 2019. Jedná se o druhý projekt studia a stejně jako jejich debut byl podpořen vládní organizací Film Victoria, která, jak popsal vývojář Stuart Gillespie-Cook, pomohla studiu „dosáhnout udržitelnosti a stát se skutečným studiem“.

### Hudba
Trailer, jehož hudbu složil skladatel Dan Golding, obsahuje hudební pasáže ze šesti Debussyho Preludií s názvem Kejklíři. Komentáře k traileru chválily zdánlivý systém „reaktivní hudby“, kdy se hudba zastavovala a spouštěla v závislosti na dění ve hře. Studio House House však později uvedlo, že se jednalo o mylný dojem, protože zastavení a spuštění byly ve skutečnosti součástí Debussyho kompozice. Pozitivní přijetí hudby z traileru vedlo studio k zařazení Debussyho díla do soundtracku a k vývoji opravdového systému „reaktivní hudby“ pro hru. Aby toho Golding dosáhl, rozdělil každé preludium na dvě verze – jednu hranou podle not a druhou pomalejší a jemnější – na 196 až 425 několikasekundových „stonků“, které byly rozděleny do kategorií podle intenzity. Hra si po provedení určité akce vybere konkrétní stonek, který se má zahrát. Golding později citoval inspiraci z hudby, která doprovázela němé filmy jako Pokropený kropič, a konkrétněji z hudby nickelodeonů.
Oficiální soundtrack byl digitálně vydán společností Decca Records 27. března 2020. Obsahuje jak běžnou, tak i tichou verzi každé skladby, stejně jako dvě originální skladby s názvem „Waltz For House House“, která se přehrává v menu ve verzi pro PlayStation 4, a „Untitled Goose Radio“, která obsahuje všechny skladby přehrávané z herního rádia. Část hudby byla také vydána na vinylu společností iam8bit, který byl opatřen dvojitými drážkami, aby se napodobila náhodnost hudby ve hře.

## Vydání
Hra byla představena v říjnu 2017 prostřednictvím traileru, který se stal na sociálních sítích virálním hitem. Tento úspěch vedl tým k poznání, že mají populární koncept, na kterém mohou dále stavět.
Po vydání prvního traileru se hra v roce 2018 zúčastnila konferencí Game Developers Conference, PAX Australia a PAX West (Prime). Na veletrhu E3 2019 byla hra oznámena pro PC k dispozici na službě Epic Games Store. Vývojář ze společnosti House House uvedl, že nabídka exkluzivní smlouvy od společnosti Epic umožnila vývojářům přejít z částečného úvazku na plný úvazek. V říjnu 2019 studio House House uvedlo, že zkoumá portování hry na jiné platformy, včetně mobilních zařízení. Verze pro PlayStation 4 a Xbox One byly vydány 17. prosince 2019, kde verze pro Xbox One byla součástí služby Xbox Game Pass. Fyzická vydání pro PlayStation 4 a Nintendo Switch byla vytvořena společností iam8bit a vydána 29. září 2020. Společnost iam8bit také vydala soundtrack hry na vinylové desce, který vyšel ve stejný den.
Bezplatná aktualizace z 23. září 2020 přidala kooperativní režim pro dva hráče. Tato aktualizace byla spuštěna současně s vydáním hry na platformách Steam a itch.io. Dne 6. března 2023 spoluzakladatel Panic Inc. Cabel Sasser napsal, že vydavatel hru odeslal do Apple App Storu, ale byla odmítnuta, protože recenzent „si myslel, že nelze přeskočit titulky“, a že poté, co vysvětlil, že je lze přeskočit podržením mezerníku, „byla hra odmítnuta z jiného důvodu a v tu chvíli jsme to prostě vzdali.“

## Přijetí

### Kritika
| Agregátor  | Skóre                                              |
| ---------- | -------------------------------------------------- |
| Metacritic | Switch: 84/100 PC: 79/100 PS4: 80/100 XONE: 81/100 |

| Udělil                | Skóre  |
| --------------------- | ------ |
| 4Players              | 77%    |
| Destructoid           | 8.5/10 |
| Game Informer         | 7.5/10 |
| GameRevolution        | 3.5/5  |
| GameSpot              | 8/10   |
| IGN                   | 8/10   |
| Nintendo Life         | 8/10   |
| Nintendo World Report | 8/10   |
| PC Games (DE)         | 8/10   |
| USgamer               | 4/5    |
| VideoGamer.com        | 8/10   |

Hra obdržela podle agregátoru recenzí Metacritic „obecně příznivé“ recenze. Tom Marks z IGN dal hře hodnocení 8/10 a pochválil její hloupost s tím, že „Untitled Goose Game je krátké, ale nekonečně okouzlující dobrodružství, které mě celou dobu rozesmávalo.“ Kimberley Wallace z Game Informer hru chválila za její hloupost a kreativitu, ale měla pocit, že je repetitivní a příliš krátká. CJ Andriessen z Destructoid pozitivně přirovnal hru k Ovečce Shaun a uvedl: „Je tu málo dialogu, spousta dovádění a lidé, které ptáci neustále přechytračují.“ Nathan Grayson z Kotaku dal hře pozitivní recenzi a pochválil hratelnost a to, jak hráči nacházejí „zákeřnou radost ve vyvolávání stále rozzuřenějších reakcí obyvatel městečka“. Naopak The Atlantic publikoval článek s názvem „Videohry jsou lepší bez hratelnosti“, v němž jako příklad použil hru Untitled Goose Game. Autor Ian Bogost napsal, že úkolová povaha hry vyvolává spíše pocit „práce“ než zvědavosti. Dále uvedl: „Ukázalo se, že husa ve skutečnosti žádnou neplechu nepáchá, jen vyřizuje resty.“
Hudba se setkala s podobně pozitivními recenzemi. James O'Connor z GameSpot napsal, že soundtrack „je to, co opravdu prodává kouzlo husy“ a že dodává hratelnosti „pocit frašky... připomínající film Bustera Keatona“. Patrick Lum z The Guardian přirovnal spojení rychlé hudby s komediálními akcemi k kreslenému seriálu Looney Tunes. Tom Marks z IGN uvedl, že hudba dodala honičkám „absurditu ve stylu Bennyho Hilla“. Hra přitahovala podobnou pozornost jako Goat Simulator, protože obě sdílely chaotický charakter sandbox her se zvířaty. Po vydání se na sociálních sítích začaly sdílet klipy a statické snímky ze hry, díky čemuž se hra stala internetovým memem.
V červnu 2022 oznámilo House House ve spolupráci s Australian Centre for the Moving Image (ACMI) a Orchestra Victoria událost s názvem Untitled Goose Game Live. V rámci představení byla hra promítána na plátno ACMI a doprovázena aranžmá Goldingova soundtracku pro Orchestra Victoria. V únoru 2023 uvedla australská vláda toto představení jako případovou studii ve svém plánu „Revive“ na „obnovu a revizi australského sektoru umění, zábavy a kultury“. Zpráva uvedla, že Untitled Goose Game Live „spojilo různé žánry a umělecké formy a nové publikum“. Vláda později zavedla daňovou úlevu pro digitální hry na podporu růstu velkých vývojářských studií a zvýšení investic do nezávislých studií.

### Prodeje
Během prvních dvou týdnů od vydání na Nintendo Switch se prodalo více než 100 000 kopií. Hra se dostala na první místo žebříčku prodejnosti Nintendo Switch v Austrálii, Velké Británii a Spojených státech, dokonce před hlavní hru společnosti Nintendo, The Legend of Zelda: Link's Awakening, vydanou ve stejný den. Do konce roku 2019 se prodalo více než milion kopií napříč všemi platformami.
V rámci celostátní kampaně „Pay the Rent“ na podporu domorodých Australanů „za veškerý čas strávený životem na domorodé půdě“ studio House House uvedlo, že věnuje 1 % svého příjmu domorodým skupinám, protože jejich studio se nachází na „ukradené půdě kmene Wurundjeri“. V závěrečných titulcích hry se píše: „Tato hra byla vytvořena na území kmene Wurundjeri z národa Kulin. Vzdáváme úctu jejich starším, minulým i současným. Svrchovanost nebyla nikdy postoupena.“

### Ocenění a nominace
| Rok  | Ocenění                               | Kategorie                                                       | Výsledek  | Ref.          |
| ---- | ------------------------------------- | --------------------------------------------------------------- | --------- | ------------- |
| 2019 | Golden Joystick Awards 2019           | Průlomová cena                                                  | vítězství | [ 68 ] [ 69 ] |
| 2019 | Golden Joystick Awards 2019           | Hra roku                                                        | nominace  | [ 68 ] [ 69 ] |
| 2019 | The Game Awards 2019                  | Nejlepší nezávislá hra                                          | nominace  | [ 70 ]        |
| 2019 | The Game Awards 2019                  | Nejlepší debut nezávislého vývojáře                             | nominace  | [ 70 ]        |
| 2020 | 23. ročník DICE Awards                | Hra roku                                                        | vítězství | [ 71 ] [ 72 ] |
| 2020 | 23. ročník DICE Awards                | Mimořádný úspěch nezávislé hry                                  | vítězství | [ 71 ] [ 72 ] |
| 2020 | 23. ročník DICE Awards                | Mimořádný úspěch v herní režii                                  | nominace  | [ 71 ] [ 72 ] |
| 2020 | 23. ročník DICE Awards                | Mimořádný úspěch v designu postavy                              | vítězství | [ 71 ] [ 72 ] |
| 2020 | Ceny Independent Games Festival       | Velká cena Seaumase McNallyho                                   | nominace  | [ 73 ]        |
| 2020 | Ceny Independent Games Festival       | Excelentní zvuk                                                 | nominace  | [ 73 ]        |
| 2020 | 20. ročník cen Game Developers Choice | Hra roku                                                        | vítězství | [ 74 ] [ 75 ] |
| 2020 | 20. ročník cen Game Developers Choice | Nejlepší zvuk                                                   | nominace  | [ 74 ] [ 75 ] |
| 2020 | 20. ročník cen Game Developers Choice | Nejlepší design                                                 | nominace  | [ 74 ] [ 75 ] |
| 2020 | 20. ročník cen Game Developers Choice | Cena za inovaci                                                 | nominace  | [ 74 ] [ 75 ] |
| 2020 | 16. ročník cen British Academy Games  | Nejlepší hra                                                    | nominace  | [ 76 ] [ 77 ] |
| 2020 | 16. ročník cen British Academy Games  | Nejlepší zvuk                                                   | nominace  | [ 76 ] [ 77 ] |
| 2020 | 16. ročník cen British Academy Games  | Nejlepší rodinná hra                                            | vítězství | [ 76 ] [ 77 ] |
| 2020 | 16. ročník cen British Academy Games  | Nová značka                                                     | nominace  | [ 76 ] [ 77 ] |
| 2020 | Ceny ARIA Music 2020                  | Nejlepší originální soundtrack nebo album muzikálového obsazení | nominace  | [ 78 ]        |

## Televizní pilot
V září 2024 studio House House oznámilo, že byl vyvinut pilotní díl animovaného seriálu s názvem Untitled Goose Programme. Nakonec se však seriál nerealizoval, ale pilotní díl byl zveřejněn na jejich oficiální stránce na YouTube. Pilotní díl měl podobu předem nahraného zpravodajského programu, smíchaného s reklamami a domácími videi s motivem hus. V pořadu se reportér ptá zahradníka na jeho práci, zatímco v pozadí pobíhá husa a snaží se rozhovor překazit.